# 長春宮 (道觀)
長春宮是元代大都的道觀，原名天長觀，又名太極宮，是金、元兩朝皇家御用道觀，全真教三大祖庭之一，毀於元末兵火。故址位於今北京白雲觀西面，二觀原來相連，故稱長春宮是白雲觀前身。
長春宮雖有謂白雲觀前身，實二者坐落地點不同，元代兩者並存，元亡後一興一廢。

## 歷史

### 天長觀時期
天長觀初建於唐玄宗時代(712-756)，重建於866年以前，在遼代摧圮，金代正隆年間(1156-1161)毀於大火。
1167年，金世宗下詔復建天長觀，至1174年完工。觀中有大殿玉虛殿，奉三清；通明閣，奉昊天上帝；延慶殿，奉元辰眾像；澄神殿及生真殿，奉六位辰。東面有靈鐘閣，奉玉皇上帝和虛無玉帝；大明閣，奉太陽帝君；五岳殿，奉五岳帝暨長白山興國靈應王。西面則有飛玄閣，奉三天寶君，兼秘藏道藏；清輝閣，奉太陰帝君；四瀆殿，奉江、河、淮、濟之神。
天長觀主持金代道藏編修。1188年，金世宗下詔移交開封道藏的經板予天長觀，又移置金中都玉虛觀所藏道藏至此，盡量使觀中道藏完備，以備觀覽。1189年，金章宗復下令天長觀提點孫明道編修道藏。孫明道參訂觀中道經，尋訪天下遺經，勒成《大金玄都寶藏》，共6455卷。
天長觀亦為金朝皇家御用道觀，全真教七真王處一、丘處機、劉處玄都多次奉詔進京，入住觀中，為皇帝主持醮儀。

### 太極宮時期
1202年，天長觀毀於大火，翌年重建，改名「太極宮」。其後金朝放棄中都燕京南遷，太極宮遂告荒廢。
1224年，全真教第五任掌教丘處機西遊會見成吉思汗後返國，獲授權掌管天下出家人，並入住太極宮，自此全真教入主觀中。

### 長春宮時期
1227年，蒙古以丘處機字號「長春真人」，改太極宮名為「長春宮」。丘處機命弟子王志瑾主領重建，觀宮煥然一新。自此至元末，長春宮是全真教權力中心，掌教駐棲之地，皇家重要醮事多在觀中舉行。同年，丘處機在長春宮東側東寶玄堂仙去，第六任掌教尹志平為安葬丘處機，遂改建長春宮東部建築物為白雲觀，觀內修建處順堂供奉丘處機仙骨。
元末長春宮毀於兵火，未能恢復。東側白雲觀明初則得燕王朱棣重建，代替長春宮為全真教祖庭。